# Yxsjöborrekaktus
Yxsjöborrekaktus (Echinopsis obrepanda) är en mycket mångformig art av kaktus från Bolivia. Stammarna vanligen solitära, tilltryckt klotformiga, mörkt gröna eller grågröna, glänsande, till 20 cm i dimater. Ribbor 13-18. Areoler grå. Taggar något krökta, vita till brunaktiga. Centraltaggar 1-3, saknas ibland, till 1 cm långa. Radiärtaggar 6-13, till 1 cm långa. Blommor trattlika, vita till rosa eller purpur, 10-20 cm långa. Blommorna är doftande, men doften varierar från population till population. Vissa har väldoft, andra har doft som påminner om persilja. 
Namnet obrepanda (lat.) betyder mycket tillbakaböjd.
Lättodlad krukväxt som skall placeras i full sol under hela året. Vattnas ca en gång per vecka april-maj till oktober. Vid mycket varm väderlek kan mera vatten ges. Ge kvävefattig gödning i små doser.  Övervintras svalt och torrt under november-mars. Temperaturen bör ligga på 10°C. Utan sval vintervila blommar inte kaktusen.

## Synonymer
subsp. obrepanda
- Echinocactus obrepandus Salm-Dyck 1845
- Echinocactus misleyi Cels, 1847
- Echinopsis cristata Salm-Dyck, 1850
- Echinopsis cristata purpurea Labouret, 1853
- Echinopsis misleyi (Cels) Labouret, 1847
- Echinopsis obliqua Cels, 1896
- Pseudolobivia obrepanda (Salm-Dyck) Backeb. ex Krainz 1942
- Echinopsis fiebrigii Gürke 1905
- Pseudolobivia fiebrigii (Gürke) Backeb. ex Krainz 1942
- Pseudolobivia obrepanda var. fiebrigii (Gurke) Backeberg 1959
- Echinopsis obrepanda var. fiebrigii (Gürke) Friedrich 1974
- Echinopsis rojasii Cardenas 1951
- Pseudolobivia rojasii (Cardenas) Backeb. 1959
- Echinopsis rojasii var. albiflora Cárdenas 1951
- Pseudolobivia rojasii var. albiflora (Cárdenas) Backeberg 1959
- Pseudolobivia carmineoflora  Hoffm. & Backeb. 1959 nom. inval
- Echinopsis carmineoflora (Hoffm. & Backeb.) H.Friedrich 1974 nom. inval.
- Echinopsis orozasana F.Ritter 1959
- Pseudolobivia orozasana (F.Ritter) Backeb. 1965
- Echinopsis toralapana Cardenas 1964
- Pseudolobivia toralapana (Cardenas) Backeb. 1966
- Lobivia mizquensis Rausch 1972
- Lobivia aguilari R.Vasquez 1974
- Echinopsis obrepanda var. aguilari (Vasq.) Rausch 1985
- Echinopsis rauschii H.Friedrich 1974
- Lobivia pojoensis var. grandiflora Rausch
- Echinopsis rauschii var. grandiflora (Rausch) H. Friedrich 1974
- Echinopsis rauschii var. megalocephala Rausch 1974

subsp. calorubra (Cardenas) G.Navarro 1996
- Echinopsis calorubra  Cardenas 1957
- Pseudolobivia calorubra  (Cardenas) Backeb. 1966
- Echinopsis obrepanda var. calorubra (Card.) Rausch 1975
- Lobivia calorubra  (Cardenas) Rausch 1987

subsp. tapecuana (F.Ritter) G.Navarro 1996 
- Echinopsis tapecuana  F.Ritter 1965